# Lago Vichuquén
El lago Vichuquén, en Chile, está ubicado en la comuna del mismo nombre de la provincia de Curicó, en la región del Maule, en la zona central de Chile.

## Ubicación y descripción
El lago tiene una longitud máxima de 7.1 km, con un perímetro aproximado de 36.3 km y una superficie aproximada de 12.96 km².: 22 
En los últimos años el lago ha destacado como lugar de veraneo, ya que alrededor suyo se han construido varias casas y otras instalaciones relativas a ello. Asimismo, es frecuente la práctica de deportes náuticos como el velerismo, el esquí acuático o la pesca deportiva.
El emisario del lago es el río Llico.: 8 
La red hidrográfica es la siguiente:Respecto a la cuenca hidrográfica de Vichuquén, que pertenece a un complejo hidrológico compuesto por otros cuerpos de agua, como la Laguna Torca y el estero Vichuquén el que a su vez es formado por los arroyos Concavén, Uraco y Las Cardillas y además deben agregarse como afluentes secundarias las múltiples quebradas que intervienen en el área y que están asociadas al periodo de lluvias. El lago Vichuquén es alimentado por un aporte hídrico pluvial que oscila entre los 400 y 700 ml de promedio anual.: 8 

## Historia
Francisco Solano Asta-Buruaga y Cienfuegos escribió en 1899 en su obra póstuma Diccionario Geográfico de la República de Chile sobre el lago:
Vichuquén (Lago de).-—Extenso y pintoresco depósito de agua situado en el departamento de su nombre inmediato al Pacífico, cruzando su comedio el paralelo 34° 50' y el meridiano 72º 05'; dista su extremo sudeste seis kilómetros de la capital del departamento. Se extiende por unos ocho kilómetros de SE. á NO. con un ancho vario de poco menos de uno á más de dos, á causa de espolones y puntas de costa que internan en él, lo que le da contornos sinuosos en un circuito de 35 á 36 kilómetros y una superficie de unas 1,500 hectáreas. Su mayor hondura llega á 35 metros y por término medio á 16 á corto trecho de sus orillas. Sus aguas son algo salobres y abundan en peces, mariscos y diversas aves. Rodean sus márgenes pintorescas alturas, pobladas en mucha parte de árboles de construcción, de las cuales descienden pequeñas corrientes de agua que se echan al lago; siendo la mayor la de su mismo nombre que afluye en su extremidad sudeste y baja desde la expresada ciudad capital. Desagua al extremo nordeste por un emisario tortuoso de seis kilómetros, que descarga en el costado norte del puerto de Llico por una boca de 50 metros de ancho. Este emisario, cuyo cauce de abre en mayor anchura al interior con un fondo de tres metros, aunque obstruido por bancos someros, es susceptible de fácil canalización y rectitud para hacer la entrada en el lago más corta y cómoda. De este modo, conforme á la idea que tuvo en mira el Presidente Montt, ordenando su primer reconocimiento en 1855, se le haría servir de apostadero, para lo cual y el establecimiento de arsenales y de astilleros ofrece las mejores condiciones de defensa, recursos y abrigo. En 1872 fué también explorado por el ilustrado marino chileno Don Francisco Vidal Gormaz, y en 1888 por ingenieros encargados de llevar á efecto este elevado propósito del Presidente Balmaceda en unión con un ferrocarril desde la ciudad de Curicó hasta el puerto de Llico.

## Población, economía y ecología

### Estado trófico
La eutrofización es el envejecimiento natural de cuerpos lacustres (lagos, lagunas, embalses, pantanos, humedales, etc.) como resultado de la acumulación gradual de nutrientes, un incremento de la productividad biológica y la acumulación paulatina de sedimentos provenientes de su cuenca de drenaje.: 4  Su avance es dependiente del flujo de nutrientes, de las dimensiones y forma del cuerpo lacustre y del tiempo de permanencia del agua en el mismo.: 24  En estado natural la eutrofización es lenta (a escala de milenios), pero por causas relacionadas con el mal uso del suelo, el incremento de la erosión y por la descarga de aguas servidas domésticas entre otras, puede verse acelerado a escala temporal de décadas o menos.: 4  Los elementos y propiedades característicos del estado trófico son fósforo, nitrógeno, turbiedad, DBO5 y clorofila. Una medición objetiva y frecuente de esos elementos y características es necesaria para la aplicación de políticas de protección del medio ambiente. 
La clasificación trófica nombra la concentración de esos elementos bajo observación (de menor a mayor concentración): ultraoligotrófico, oligotrófico, mesotrófico, eutrófico, hipereutrófico. Ese es el estado trófico del elemento en el cuerpo de agua. Los estados hipereutrófico y eutrófico son estados no deseados en el ecosistema, debido a que los bienes y servicios que nos brinda el agua (bebida, recreación, entre otros) son más compatibles con lagos de características ultraoligotróficas, oligotróficas o mesotróficas.: 14 
Según un informe de la Dirección General de Aguas del año 2018, el estado trófico estimado, clasifica al lago como eutrófico e hipereutrófico según sus niveles de transparencia y fósforo total, respectivamente, mientras que con clorofila muestra una condición de mesotrofía.: 22  La eutrofización del lago se debe a la proliferación de la alga Microcystis aeruginosa producto del ingreso masivo de agua salada al lago, luego que un fallo judicial anulara el protocolo municipal de apertura de la barra divisoria de aguas del estero Llico para evitar inundaciones, lo cual generó una mayor liberación de fósforo del lecho lacustre, del cual se alimentan las cianobacterias que conforman las microalgas.